# Робитайл, Рэнди
Рэ́нди М. Робита́йл (англ. Randy M. Robitaille; род. 12 октября 1975, Оттава, Онтарио, Канада) — канадский хоккеист, выступавший на позиции центрального нападающего. Завершил игровую карьеру в 2014 году. Выступал за студенческую команду Университета Майами в Национальной ассоциации студенческого спорта (NCAA). С 1996 по 2007 год играл в Национальной хоккейной лиги (НХЛ) за девять клубов: «Бостон Брюинз», «Нэшвилл Предаторз», «Лос-Анджелес Кингз», «Питтсбург Пингвинз», «Нью-Йорк Айлендерс», «Атланта Трэшерз», «Миннесота Уайлд», «Филадельфия Флайерз» и «Оттава Сенаторз». Провёл три сезона в командах Швейцарской национальной лиги (NLA) «Цюрих» и «Лугано». В сезоне 2007/08 сыграл 14 матчей за «Локомотив» (Ярославль). Последние сезоны провёл в Континентальной хоккейной лиги (КХЛ), выступая за клубы «Металлург» (Новокузнецк) и «Донбасс», в составе которого по окончании сезона 2013/14 завершил карьеру.

## Карьера
Рэнди начинал карьеру в команде «Оттава Джуниор Сенаторз», выступающей в Центральной юниорской хоккейной лиги (CJHL). По итогам сезона 1994/95 он набрал 125 (48+77) очков в 54 матчах и был включён в первую сборную Всех звёзд лиги. Несмотря на то, что Рэнди не был выбран на драфте НХЛ, его игра привлекла внимание Университета Майами. который предложил ему стипендию. С 1995 по 1997 год он выступал за студенческую команду «Редхокс» в Национальной ассоциации студенческого спорта (NCAA).
27 марта 1997 года как свободный агент подписал контракт с «Бостон Брюинз». 25 июня 1999 года обменян в «Атланту Трэшерз». 16 августа 1999 года обменян в «Нэшвилл Предэйторз». 7 июля 2001 года как неограниченно свободный агент подписал контракт с «Лос-Анджелес Кингз». 4 января 2002 года приобретён с драфта отказов командой «Питтсбург Пингвинз». 9 марта 2003 года обменян в «Нью-Йорк Айлендерс». 12 августа 2003 года как неограниченно свободный агент подписал контракт с «Атлантой Трэшерз». 19 августа 2005 года как свободный агент подписал контракт с «Нэшвилл Предэйторз». 4 октября 2005 года приобретён с драфта отказов командой «Миннесота Уайлд». 4 июля 2006 года как неограниченно свободный агент подписал контракт с «Филадельфией Флайерз». 20 декабря 2006 года обменян в «Нью-Йорк Айлендерс».
17 мая 2007 года подписал однолетний контракт с клубом «Локомотив» Ярославль. Всего в составе Локомотива Робитайл провёл 14 игр регулярного чемпионата, после чего 11 октября 2007 года покинул клуб, ссылаясь на семейные обстоятельства (болезнь жены). Спустя неделю клуб НХЛ «Оттава Сенаторс» официально объявил о подписании контракта с Рэнди Робитайлом.
Сезоны 2008/09 и 2009/10 провёл в швейцарском «Лугано». В сезоне 2010/11 играл в АХЛ за «Сан-Антонио Рэмпэйдж».
25 августа 2011 года подписал контракт с клубом Континентальной хоккейной лиги (КХЛ), новокузнецким «Металлургом». По ходу сезона 2012/13 покинул «Металлург», испытавший финансовые трудности, и в январе 2013 года подписал контракт с другим клубом КХЛ — «Донбасс».

## Личная жизнь
Женат. Четверо детей.
Рэнди не является родственником Люка Робитайла и других хоккеистов с фамилией Робитайл, выступавших в НХЛ.

## Статистика
| Легенда | Легенда                    | Легенда | Легенда                   | Легенда | Легенда    |
| ------- | -------------------------- | ------- | ------------------------- | ------- | ---------- |
| И       | Количество проведённых игр | Штр     | Штрафное время            | +/−     | Плюс-минус |
| Г       | Голы                       | П       | Голевые передачи          | О       | Очки       |
| -       | Статистика неизвестна      | —       | Статистика не учитывалась |         |            |

### Клубная
- a В «Плей-офф» учитывается статистика игрока в Кубке Надежды.

## Достижения
Личные
| Год  | Команда                 | Достижение                                 | Достижение |
| ---- | ----------------------- | ------------------------------------------ | ---------- |
| 1995 | Оттава Джуниор Сенаторз | Попадание в первую Сборную всех звёзд CJHL |            |
| 1996 | Майами Редхокс          | Попадание в Сборную новичков ССНА          |            |
| 1997 | Майами Редхокс          | Попадание в первую Сборную всех звёзд ССНА |            |
| 1999 | Провиденс Брюинз        | Попадание в первую Сборную всех звёзд АХЛ  |            |
| 1999 | Провиденс Брюинз        | Обладатель «Лес Каннингем Эворд»           |            |
| 1999 | Провиденс Брюинз        | Участник Матча всех звёзд АХЛ              |            |
| 2005 | Цюрих                   | Лучший бомбардир NLA (2)                   |            |
| 2010 | Лугано                  | Лучший бомбардир NLA (2)                   |            |
| 2005 | Цюрих                   | Лучший ассистент NLA (2)                   |            |
| 2010 | Лугано                  | Лучший ассистент NLA (2)                   |            |

### Комментарии
1. ↑  Приз самому ценному игроку Американской хоккейной лиги.